# Ética descritiva
A Ética Descritiva, também conhecida como ética comparativa, é o estudo das crenças das pessoas sobre a moralidade. Contrasta com a ética prescritiva ou ética normativa, que é o estudo das teorias éticas que prescrevem como as pessoas devem agir, e com a meta-ética, que é o estudo de quais termos e teorias éticos realmente se referem. Os seguintes exemplos de perguntas que podem ser considerados em cada campo ilustram as diferenças entre os campos:
- Ética descritiva: o que as pessoas acham que é certo?
- Meta-ética: o que significa "certo"?
- Ética normativa (prescritiva): como as pessoas devem agir?
- Ética aplicada: Como podemos tomar conhecimento moral e colocá-lo em prática?

## O que é ética descritiva?
A ética descritiva é uma forma de pesquisa empírica sobre as atitudes de indivíduos ou grupos de pessoas. Em outras palavras, esta é a divisão da ética filosófica ou geral que envolve a observação do processo de tomada de decisão moral com o objetivo de descrever o fenômeno. Aqueles que trabalham com ética descritiva visam descobrir as crenças das pessoas sobre coisas como valores, quais ações são certas e erradas, e quais características dos agentes morais são virtuosas. A pesquisa em ética descritiva também pode investigar os ideais éticos das pessoas ou quais ações as sociedades recompensam ou punem na lei ou na política. O que deve ser notado é que a cultura é geracional e não estática. Portanto, uma nova geração virá com seu próprio conjunto de morais e isso se qualifica para ser sua ética. A ética descritiva, portanto, tentará supervisionar se a ética ainda mantém seu lugar.
Porque a ética descritiva envolve investigação empírica, é um campo que é geralmente investigado por aqueles que trabalham nos campos da biologia evolutiva, psicologia, sociologia ou antropologia. A informação que vem da ética descritiva é, no entanto, usada também em argumentos filosóficos.
A teoria do valor pode ser normativa ou descritiva, mas geralmente é descritiva.

## Lawrence Kohlberg: Um exemplo de ética descritiva
Lawrence Kohlberg é um exemplo de um psicólogo que trabalha com ética descritiva. Em um estudo, por exemplo, Kohlberg questionou um grupo de garotos sobre o que seria uma ação certa ou errada para um homem que enfrenta um dilema moral: ele deveria roubar uma droga para salvar sua esposa, ou abster-se de roubo mesmo que isso levasse a a morte de sua esposa? A preocupação de Kohlberg não era qual escolha os garotos faziam, mas o raciocínio moral que estava por trás de suas decisões. Depois de realizar vários estudos relacionados, Kohlberg desenvolveu uma teoria sobre o desenvolvimento do raciocínio moral humano que pretendia refletir o raciocínio moral realmente realizado pelos participantes de sua pesquisa. A pesquisa de Kohlberg pode ser classificada como ética descritiva na medida em que descreve o real desenvolvimento moral dos seres humanos. Se, ao contrário, ele pretendia descrever como os humanos deviam se desenvolver moralmente, sua teoria envolveria uma ética prescritiva.